# 干丘路車站 (IRT代里大道線)
干丘路車站（英語：Gun Hill Road station）是紐約地鐵IRT代里大道線的一個地鐵站，位於布朗克斯貝徹斯特及阿勒頓干丘路及賽摩爾大道交界，設有2號線（僅週末停站）及5號線（僅平日停站）列車服務。

## 車站結構
| G        | 街道層站舍         | 出入口、閘機、車站詢問處                                                                       |
| P 月台層 | 側式月台，右側開門 | 側式月台，右側開門                                                                             |
| P 月台層 | 北行               | 往伊斯徹斯特-代里大道（貝徹斯特大道）                                                          |
| P 月台層 | 北行快速           | 道床                                                                                           |
| P 月台層 | 南行快速           | 無服務                                                                                         |
| P 月台層 | 南行               | 往夫拉特布殊大道-布魯克林學院（平日）/滾球綠地（平日深夜）/東180街（週末深夜）（佩勒姆公園道） |
| P 月台層 | 側式月台，右側開門 |                                                                                                |

此站於1912年5月29日作為紐約、威斯徹斯特及波士頓鐵路的慢車站啟用，並於該鐵路1937年12月12日宣佈破產時關閉。1940年，紐約市收購了布朗克斯縣線往南的土地。1941年重新開設了伊斯徹斯特-代里大道車站及東180街車站的接駁線，使用IRT列車。1957年加入了往IRT白原路線的天橋後，加入了直通服務。
此站設有兩個側式月台和三條軌道，另有預留第四條軌道的空間。車站位於地塹內。干丘路位於車站的北面部份，而入口位於街道層。

## 外部連結
- nycsubway.org—IRT White Plains Road Line: Gun Hill Road
- Station Reporter — 5 Train
- The Subway Nut — Gun Hill Road Pictures （页面存档备份，存于）
- Gun Hill Road entrance from Google Maps Street View （页面存档备份，存于）
- Platforms from Google Maps Street View